# もっとアイドルダウンロードショー
もっとアイドルダウンロードショーは、BSフジにて2001年4月から9月まで放送された、「鈴木あみのアイドルダウンロードショー」の後番組である。
鈴木あみ（現：鈴木亜美）が所属事務所に関するトラブルのために出演困難になったため、司会としてホリプロ所属のアイドルユニットであったHiPのメンバーが3ヶ月単位で2名が司会を担当した。

## 出演者

### 司会
- 2001年4月 - 6月
  - 酒井彩名
  - 平山綾（現：平山あや）

- 2001年7月 - 9月
  - 野村恵里
  - 西端さおり

### Webbyメンバー
（一部）
- 村瀬日加里（→引退）
- 有村美波（→引退）
- 磯山さやか
- 鈴木愛可
- 鈴木葉月
- 折原みか
- 斉藤未知
- 桂亜沙美
- MIKI
- 仲由かおり
- 日向瞳（→引退）
- 田口未央
- 姫野真善子
- 古屋由佳理（→引退）
- 松本愛子
- 青木未希
- 春名梨理
- 中根祥子

### コーナー司会
- 千原兄弟

| BSフジ アイドルバラエティ番組        | BSフジ アイドルバラエティ番組    | BSフジ アイドルバラエティ番組 |
| 前番組                               | 番組名                           | 次番組                        |
| ------------------------------------ | -------------------------------- | ----------------------------- |
| 鈴木あみのアイドルダウンロードショー | もっとアイドルダウンロードショー | アイドルアイランド            |